# Adderall (EP)
Adderall é um EP da banda americana de heavy metal Slipknot, lançado em junho de 2023. Composto por seis faixas, é centrado em torno de variações da música "Adderall", que originalmente apareceu no álbum The End, So Far (2022). O EP inclui versões alternativas dessa faixa, bem como outras músicas inéditas que refletem a busca contínua da banda por evolução musical e experimentação sonora.

## Estilo musical e contexto
Slipknot é mundialmente reconhecida por seu estilo de metal pesado, marcado por guitarras agressivas, vocais intensos e performances ao vivo altamente energéticas. No entanto, o Adderall EP representa uma faceta diferente da banda. As faixas do EP são mais introspectivas e experimentais, com elementos de rock alternativo e até influências de música eletrônica. A faixa "Adderall" foi comparada a sons de bandas como Radiohead e Depeche Mode, refletindo uma estética mais atmosférica e menos convencional.
Corey Taylor, vocalista da banda, explicou que se inspirou em Depeche Mode ao criar “Adderall”, buscando um som que misturasse sua inclinação para experimentação com uma produção mais melódica. Em entrevistas, ele afirmou que essa faixa representa um momento em que ele explorou sua "alma artística", indo além do metal industrial pelo qual a banda é amplamente conhecida.

## Produção e lançamento
O percussionista e cofundador da banda, M. Shawn "Clown" Crahan, foi um dos principais responsáveis pela produção e direção artística do Adderall EP. Ele também dirigiu os videoclipes de “Memories (Adderall – Rough Demo)” e “Death March”, dando continuidade à sua abordagem visual única, que frequentemente explora temas de desintegração e renascimento. Segundo Crahan, o EP busca “deconstruir continuamente” o som da banda, abrindo caminho para novas experimentações e transformações.
O EP foi lançado durante um período de transição para a banda. No mesmo mês do lançamento, o Slipknot anunciou a saída do tecladista Craig Jones, um membro de longa data da banda. Apesar disso, a banda continuou sua turnê e seus projetos criativos, mantendo seu espírito inovador e resiliente diante das mudanças internas. A ausência de Jones não parece ter afetado a criatividade e a capacidade de inovação do grupo, que permanece como um dos pilares do metal moderno.

## Recepção musical
O Adderall EP recebeu uma recepção mista, com fãs e críticos debatendo a direção experimental tomada pela banda. Enquanto alguns elogiaram a coragem do Slipknot em sair de sua zona de conforto e explorar novas paisagens sonoras, outros sentiram falta da brutalidade característica que define a maior parte de sua discografia. No entanto, o EP foi amplamente elogiado por sua produção sofisticada e pela capacidade da banda de desafiar expectativas.

## Legado
O Adderall EP marca um ponto interessante na carreira do Slipknot, consolidando a banda como um grupo capaz de evoluir e se reinventar sem perder sua essência. Embora tenha sido uma surpresa em termos de sonoridade e conteúdo, o EP reforça a ideia de que o Slipknot está sempre disposto a desafiar as normas do metal e explorar novos territórios musicais.
O EP também destaca a conexão entre a música e o lado visual da banda, com Shawn Crahan continuando a desempenhar um papel crucial na criação de vídeos musicais e projetos visuais que complementam a música. O trabalho de Crahan na direção artística dos videoclipes do EP, juntamente com a sonoridade introspectiva das faixas, reforça o compromisso da banda em produzir experiências imersivas tanto sonoras quanto visuais.
Em suma, Adderall EP é um testemunho da longevidade e inovação do Slipknot, uma banda que continua a desafiar os limites de seu gênero e de si mesma, mantendo sua base de fãs intrigada e inspirada.

## Lista de faixas
1. "Death March"
2. "Adderall (No Intro)"
3. "Adderall (Rough Demo)"
4. "Red Or Redder"
5. "Adderall (Instrumental)"
6. "Hard to Be Here"